# HD56306
HD56306 — хімічно пекулярна зоря спектрального класу B9, що має видиму зоряну величину в смузі V приблизно  9,5.
Вона  розташована на відстані близько 1226,2 світлових років від Сонця.